# Populacijska genetika
Populacijska genetika je dio genetika. Bavi se proučavanjem promjena genske učestalosti, odnosno brojčanog odnosa pojedinačnih alela u svakom paru alela unutar genske zalihe ("gene pool") neke populacije.
Metode kojima se populacijska genetika služi za opisivanje tih promjena jesu metode iz područja matematike i statistike. Polazište populacijske genetike je stav prema kojem su vlada neprestana ravnoteža svih gena populacijskih genskih zaliha, uz standardne uvjete okoline, odnosno, javljaju se s nepromijenjenom učestalošću. Ovo pravilo nazivamo Hardy-Weinbergovo pravilo.
Poznati populacijski genetičari su Ronald Fisher, John Burdon Sanderson Haldane i Sewall Wright.